# Arnold Toynbee
Pour les articles homonymes, voir Toynbee.
Pour l'économiste, voir Arnold Toynbee.
Arnold Joseph Toynbee, né le 14 avril 1889 et mort le 22 octobre 1975, est un historien britannique.
Son analyse en douze volumes de l'essor et de la chute des civilisations, Étude de l'histoire (A Study of History), parue entre 1934 et 1961, est une synthèse de l'histoire mondiale, une « métahistoire » basée sur les rythmes universels de la croissance, de l'épanouissement et du déclin.
Toynbee a produit une théorie générale de l'histoire et de la civilisation. L'histoire comparée est son domaine de prédilection. La question se pose de savoir si Toynbee doit être rangé dans la catégorie des historiens ou des sociologues. Selon Robert Bierstedt, la question « n'est pas de savoir si A Study of History appartient à l'histoire ou à la sociologie mais seulement de savoir si c'est une bonne sociologie ou une mauvaise sociologie ». Interrogé à ce sujet par Matthew Melko dans les années 1960, Toynbee se définissait lui-même comme un sociologue.

## Biographie
Fils d'Harry Toynbee et frère de Jocelyn Toynbee, Arnold Joseph Toynbee était le neveu d'un grand historien de l'économie, Arnold Toynbee, avec lequel il est parfois confondu. Né à Londres, Arnold junior a fait ses études au Winchester College et au Balliol College. Il y a commencé sa carrière d'enseignant en 1912, qu'il a ensuite poursuivi à l'université de Londres, à la London School of Economics, et à l'Institut royal des affaires internationales (RIIA) à Chatham House. Il a été directeur des études au RIIA (1925-1955) et professeur de recherche d'histoire internationale à l'université de Londres.
Il a travaillé au British Foreign Office pendant la Première Guerre mondiale, et fut délégué à la Conférence de la paix de Paris en 1919. Avec son assistante de recherche, Veronica M. Boulter, qui fut aussi sa seconde femme, il était coéditeur du rapport annuel du RIIA Revue des affaires internationales. Pendant la Seconde Guerre mondiale, il a à nouveau travaillé au Foreign Office et a participé aux pourparlers de paix après la guerre.
Il a été marié une première fois avec Rosalind Murray (en), fille de Gilbert Murray ; ils ont eu trois fils, dont Lawrence et Philip Toynbee (en). Puis il a divorcé et s'est marié avec Veronica Boulter en 1946.

## Idées et approche de l'histoire
L'œuvre de réflexion de Toynbee sur la genèse des civilisations est inclassable. Son approche peut être comparée à celle de Oswald Spengler dans Le Déclin de l'Occident. Il n'adhère pas cependant à la théorie déterministe de Spengler selon laquelle les civilisations croissent et meurent selon un cycle naturel.
Toynbee présente l'histoire comme l'essor et la chute des civilisations plutôt que comme l'histoire d'État-nations ou de groupes ethniques. Il identifie les civilisations sur des critères culturels plutôt que nationaux. Ainsi, la « civilisation occidentale », qui comprend toutes les nations qui ont existé en Europe occidentale depuis la chute de l'Empire romain, est traitée comme un tout, et distinguée à la fois de la « civilisation orthodoxe » de Russie et des Balkans comme de la civilisation gréco-romaine qui a précédé.
Une fois que les civilisations sont délimitées, Toynbee présente l'histoire de chacune d'entre elles en termes de défis et de réponses. Les civilisations surgissent en réponse à certains défis d'une extrême difficulté et alors que les « minorités créatrices » conçoivent des solutions pour réorienter la société entière.
Défis et réponses peuvent être physiques. Ce fut, par exemple, le cas lorsque les Sumériens exploitèrent les marais insalubres du sud de l'Irak en organisant au Néolithique les habitants dans une société capable de mener à bout des projets d'irrigation de grande ampleur.
Ils peuvent être sociaux, lorsque par exemple l'église catholique a résolu le chaos de l'Europe post-romaine en enrôlant les nouveaux royaumes germaniques dans une communauté religieuse unique. Quand une civilisation arrive à relever des défis, elle croît. Sinon elle décline.
« Les civilisations meurent par suicide, non par meurtre. »
La minorité dominante ne peut construire l’imposant appareil de l’État universel sans imposer son autorité et exiger la soumission : son action est donc basée sur la force et la répression. En conséquence d’une civilisation qui a cessé de séduire pour contraindre se forment deux types de prolétariats : un prolétariat intérieur constitué des sujets de la minorité dominante et un prolétariat extérieur constitué des peuples primitifs ou barbares sur lesquels la civilisation exerce un attrait. Toynbee souligne également le rôle essentiel de la religion dans la séparation des prolétariats : le prolétariat intérieur crée une religion supérieure, ou Église universelle, tandis que le prolétariat extérieur manifeste son nationalisme par l’intermédiaire de religions dérivées ou de l’hérésie. En fait, face à l’action coercitive de la minorité dominante, l’Église universelle représente l’échappatoire du prolétariat intérieur quand le prolétariat extérieur répond par la violence. Il en résulte un affrontement prolongé opposant l’État universel aux bandes de guerriers barbares.
Toynbee avait une grande admiration pour Ibn Khaldoun et en particulier pour le Muqaddima, préface de l'histoire universelle de Khaldoun. Il admirait aussi énormément le prophète Baha'i, Baha'Ullah, tout en mettant en garde les Baha'is, tout comme John Charles Taylor, des dangers d'un fonctionnement sous la forme d'une organisation et non pas à titre individuel (« each individual has to place the plaques ») conformément au message du Prophète[citation nécessaire].
La théorie des cycles, point commun entre Spengler et les auteurs traditionalistes comme Julius Evola, est formellement critiquée par Toynbee, qui lui reproche son aspect mécanique et néo-déterministe. Pourtant, « ruse de la raison » dans le langage de Hegel, il apparaît que la théorie des cycles resurgit dans la réflexion mythologisante et spiritualiste de Toynbee, en particulier par son adhésion à une vision platonicienne de cette genèse. La présence englobante de la théorie traditionnelle du Yin et du Yáng renforce cette ruse de l'esprit. Toynbee se refuse de la même façon à un chiffrage chronologique des trois périodes de la genèse d'une civilisation. Voir dans l'histoire l'incarnation de rythmes dictés par des principes métaphysiques qui qualifient le temps avant de le quantifier le rapproche ainsi malgré tout de la vision mécanique et donc déterministe dont il cherche pourtant à se distancier car dès lors qu'on admet dans le raisonnement des principes à la source de la succession des événements, il en découle naturellement que ces mêmes événements soient déterminés et déterminables à l'avance, la précision chronologique étant réduite à un détail technique finalement (c'est la fondation même de la vision cyclique du temps partagée par les astrologues et que l'on retrouve effectivement chez Platon, minutieusement décrite dans le Timée : "Dieu résolut donc de faire une image mobile de l'éternité ; et par la disposition qu'il mit entre toutes les parties de l'univers, il fit de l'éternité qui repose dans l'unité cette image éternelle, mais divisible, que nous appelons le temps.").

## Classification des civilisations selon Toynbee
- Civilisations épanouies
  - Civilisations indépendantes
    - Sans relation avec d'autres civilisations
      - Amérique centrale
      - Andins

    - Non « affiliées » à d'autres civilisations
      - Suméro-accadiens
      - Égyptiens
      - Égéens
      - Indusiens
      - Chinois

    - « Affiliées » à d'autres civilisations
      - Syriens                // Suméro-accadiens, Égyptiens, Égéens et Hittites
      - Helléniques            // Égéens
      - Indiens                // Indusiens
      - Africains              // Égyptiens puis Islamiques puis Occidentaux
      - Chrétienté orthodoxe   // Syriens et Helléniques
      - Occidentaux            // Syriens et Helléniques
      - Islamiques             // Syriens et Helléniques

  - Civilisations satellites
    - Mississippi     ← Amérique centrale
    - "Sud-Ouest"     ← Amérique centrale
    - Andins du Nord  ← Andins
    - Andins du Sud   ← Andins
    - ? Élamites      ← Suméro-accadiens
    - Hittites        ← Suméro-accadiens
    - ? Urartu        ← Suméro-accadiens
    - Iraniens        ← Suméro-accadiens puis Syriens
    - ? Méroé         ← Égyptiens
    - Coréens         ← Chinois
    - Japonais        ← Chinois
    - Vietnamiens     ← Chinois
    - ? Italiques     ← indo-européens apparus en Italie au IIe millénaire av. J.-C.
    - Asie du Sud-Est ← Indiens (puis Islamiques en Indonésie & Malaisie)
    - Tibétains       ← Chamanes puis bouddhistes du Tibet et des régions voisines
    - Russes          ← Chrétiens orthodoxes puis Occidentaux
    - Nomades         ← civilisations sédentaires voisines des steppes eurasiennes et africaines
- Civilisations avortées
  - Pré-syriens                            → éclipsés par les Égyptiens
  - Chrétienté nestorienne                 → éclipsée par les Islamiques
  - Chrétienté monophysite                 → éclipsée par les Islamiques
  - Chrétienté de l'Extrême-Occident       → éclipsée par les Occidentaux
  - Scandinaves                            → éclipsés par les Occidentaux
  - État-cité occidental du monde médiéval → éclipsé par la civilisation occidentale moderne

« La classification de Toynbee, très historique et faisant une large place aux grandes religions, agents de palingénésie, a pu être critiquée dans son esprit comme dans son détail, notamment quand elle aboutit à individualiser des civilisations "régionales" se réduisant à un peuple, mais elle fournit finalement une morphologie et une typologie méthodologique du phénomène des civilisations, et conduit à une rare vision de synthèse planétaire de la métamorphose des sociétés auxquelles beaucoup d'historiens rendent encore hommage. »

— Roland Breton, Géographie des civilisations, Paris, 2, 1991, 127 p. (ISBN 978-2-13-043707-9, BNF 36652908), chap. 2317

## Critiques
Certains critiques[Qui ?] reprochent à Toynbee l'importance qu'il attribue à la religion par rapport aux autres aspects de la vie lorsqu'il brosse le portrait des grandes civilisations. À cet égard, le débat rejoint celui, plus actuel, sur la théorie de Samuel Huntington sur le "choc des civilisations".
L'approche idéologique de Toynbee a été critiquée par Pieter Geyl : « les spéculations métaphysiques sont érigées au rang d'histoire ». Toynbee engagea un dialogue public publié en 1949 (et réédité en 1968) : L'Empreinte du passé : pouvons nous la déterminer ?.
Karl Popper dans Misère de l'historicisme (1944) dénonce la vision historiciste, la méthode "scientiste" que Toynbee utilise dans A Study of History. 
Raymond Aron, Gilles Deleuze, entre autres, furent de ses lecteurs attentifs.

## Représentations
Il est généralement admis qu'Arnold J. est bien le Toynbee mentionné dans les tuiles de Toynbee (en)[réf. nécessaire].
Quelques-unes de ses idées sont représentées dans À l'ouest d'octobre, le recueil de nouvelles de Ray Bradbury, plus particulièrement dans la nouvelle Le Convecteur Toynbee (The Toynbee convector, 1988), et dans un livre moins connu dont le titre est Toynbee 22[Quoi ?].

## Publications
Essais
- Les Massacres des Arméniens. Le Meurtre d'une nation (1915-1916), Lausanne-Paris, Payot, 1916 ; nouv. éd. augmentée, Payot, 2004  (ISBN 2-228-89872-4) - 1re édit. : The Armenian Atrocities: The Murder of a Nation, préf. de James Bryce, Londres, Hodder & Stoughton, 1915
- Nationality and the War, Londres, J. M. Dent & co, 1915
- The New Europe: Some Essays in Reconstruction, préface d'Evelyn Baring, J. M. Dent & co, 1915
- (fr) La Destruction systématique de la Pologne, quelques mots sur la méthode allemande, Londres, Darling & Son, 1916, 47 p. - (en) The Destruction of Poland: A Study in German Efficiency, Londres, T. Fisher Unwin, 1916
- The Belgian Deportations, with a statement by Viscount Bryce, Londres, T. Fisher Unwin, 1917
- The German Terror in Belgium: An Historical Record, Hodder & Stoughton, 1917
- The German Terror in France: An Historical Record, Hodder & Stoughton, 1917
- Turkey: A Past and a Future, Hodder & Stoughton, 1917
- The Western Question in Greece and Turkey: A Study in the Contact of Civilizations, Constable, 1922
- The World after the Peace Conference, Being an Epilogue to the “History of the Peace Conference of Paris” and a Prologue to the “Survey of International Affairs, 1920-1923”, Oxford University Press/Royal Institute of International Affairs, 1925[5]
- avec Kenneth P. Kirkwood, Turkey, Benn, 1926, coll. « Modern Nations » (s/dir. d'H. A. L. Fisher)
- The Conduct of British Empire Foreign Relations since the Peace Settlement, Oxford University Press/Royal Institute of International Affairs, 1928
- A Journey to China, or Things Which Are Seen, Constable, 1931
- (s/dir.) British Commonwealth Relations, Proceedings of the First Unofficial Conference at Toronto, 11-21 September 1933, préface de Robert L. Borden, Oxford University Press/Royal Institute of International Affairs/Canadian Institute of International Affairs, 1934
- A Study of History[6], Oxford University Press, 1934 [tomes 1-3], 1939 [tomes 4-6], 1954 [tomes 7-10], 1959 [tome 11], 1961 [tome 12]						
  - Tome I : Introduction. The Geneses of Civilizations
  - Tome II : The Geneses of Civilizations
  - Tome III : The Growths of Civilizations
  - Tome IV : The Breakdowns of Civilizations
  - Tome V : The Disintegrations of Civilizations
  - Tome VI : The Disintegrations of Civilizations (2e partie)
  - Tome VII : Universal States. Universal Churches
  - Tome VIII : Heroic Ages. Contacts between Civilizations in Space
  - Tome IX : Contacts between Civilizations in Time. Law and Freedom in History. The Prospects of the Western Civilization
  - Tome X : The Inspirations of Historians. A Note on Chronology
  - Tome XI : Historical Atlas and Gazetteer (avec Edward D. Myers, 1959)
  - Tome XII : Reconsiderations
- (s/dir. avec J. A. K. Thomson), Essays in Honour of Gilbert Murray, George Allen & Unwin, 1936
- A Study of History: Abridgement of Vols I-VI par D. C. Somervell, préface d'A. J. Toynbee, Oxford University Press, 1946 (fr) L'Histoire, un essai d'interprétation, coll. « Bibliothèque des idées », Paris, Gallimard, 1951
- Civilization on Trial, Oxford University Press, 1948 (fr)La civilisation à l'épreuve, coll. « Bibliothèque des idées », Paris, Gallimard, 1951
- The Prospects of Western Civilization[7], New York, Columbia University Press, 1949
- The World and the West, Oxford University Press, 1953 (tiré des Reith Lectures de 1952) (fr) Le monde et l'Occident, Paris, Desclée de Brouwer, 1953 ; rééd. Denoël, 1964 avec une préface de Jacques Madaule[8]
- An Historian's Approach to Religion, Oxford University Press, 1956 (fr) La religion vue par un historien, coll. « Bibliothèque des idées », Paris, Gallimard, 1963
- Christianity among the Religions of the World, New York, Scribner, 1957 (tiré des Hewett Lectures, 1956) (fr) Le christianisme et les religions du monde, Paris, Éditions universitaires, 1959
- Democracy in the Atomic Age, Melbourne, Oxford University Press/Australian Institute of International Affairs, 1957 (tiré des Dyason Lectures, 1956)
- East to West: A Journey round the World, Oxford University Press, 1958
- Hellenism: The History of a Civilization, Oxford University Press, 1959
- A Study of History: Abridgement of Vols I-X in one volume, version abrégée par D. C. Somervell, nouvelle préface de Toynbee, Oxford University Press, 1960
- Between Oxus and Jumna, Oxford University Press, 1961
- America and the World Revolution, Oxford University Press, 1962 (tiré des conférences à l'université de Pennsylvanie, printemps 1961)
- The Economy of the Western Hemisphere, Oxford University Press, 1962 (tiré des conférences à la Weatherhead Foundation/Université de Puerto Rico, février 1962)
- The Present-Day Experiment in Western Civilization, Oxford University Press, 1962 (tiré des conférences du Beatty Memorial à McGill University, Montréal, 1961)
- (fr) Guerre et civilisations, extrait par A. F. Fowler de A Study of History, coll.« Idées », Paris, Gallimard, 1962
- Universal States, New York, Oxford University Press, 1963 (tiré à part du tome VII de A Study of History)
- Universal Churches, New York, Oxford University Press, 1963 (tiré à part du tome VII de A Study of History)
- avec Philip Toynbee[9], Comparing Notes: A Dialogue across a Generation, Weidenfeld & Nicolson, 1963
- Between Niger and Nile, Oxford University, Press 1965
- Hannibal's Legacy: The Hannibalic War's Effects on Roman Life, Oxford University Press, 1965
  - Tome I : Rome and Her Neighbours before Hannibal's Entry
  - Tome II : Rome and Her Neighbours after Hannibal's Exit
- Change and Habit: The Challenge of Our Time, Oxford University Press, 1966 (tiré des conférences données à l'université de Denver en 1964, au New College de Sarasota (Floride) et à l'University of the South (Sewanee, Tennessee) en 1965) (fr) Trad. par L.-J. Calvet sous le titre Le changement et la tradition. Le défi de notre temps, Paris, Payot, 1969
- Acquaintances, Oxford University Press, 1967
- Between Maule and Amazon, Oxford University Press, 1967
- (fr) Discours, Paris, Institut de France/Académie des sciences morales et politiques, discours prononcés avec Édouard Bonnefous, 1er avril 1968
- Experiences, Oxford University Press, 1969
- Some Problems of Greek History, Oxford University Press, 1969
- Cities on the Move[10], Oxford University Press, 1970  (fr) Les villes dans l'histoire. Cités en mouvement, coll. « Le regard de l'histoire », Paris, Payot, 1972
- Surviving the Future, Oxford University Press, 1971 (dialogue avec Kei Wakaizumi de la Kyoto Sangyo University)
- avec Jane Caplan, A Study of History, nouvelle édition abrégée, révisée et illustrée, Thames & Hudson, 1972 (fr) L'Histoire, trad. en français par J. Potin et P. Buisseret, Paris-Bruxelles, Elsevier Séquoia, 1978 (préface de Raymond Aron)
- (fr) Afrique arabe. Afrique noire, coll. « La bibliothèque arabe, collection l'actuel », Paris, Sindbad, 1972
- Constantine Porphyrogenitus and His World, Oxford University Press, 1973
- Toynbee on Toynbee: A Conversation between Arnold J. Toynbee and G. R. Urban, New York, Oxford University Press, 1974

Publications posthumes
- Mankind and Mother Earth: A Narrative History of the World, Oxford University Press, 1976  (fr) La Grande aventure de l'humanité, Paris ; Bruxelles : Elsevier Séquoia, 1977 ; puis Paris : Bordas, 1982 ; Paris : Payot, 1994
- avec Daisaku Ikeda, Choose Life: A Dialogue, Oxford University Press, 1976. Choisis la vie – Un dialogue, Paris, 1981, Albin Michel ; puis Paris, 2009, L'Harmattan.
- Richard L. Gage (s/dir.), The Toynbee-Ikeda Dialogue: Man Himself Must Choose, Oxford University Press, 1976
- E. W. F. Tomlin (s/dir.), Arnold Toynbee: A Selection from His Works, Oxford University Press, 1978 (inluant des extraits de The Greeks and Their Heritages)
- The Greeks and Their Heritages, Oxford University Press, 1981
- Christian B. Peper (s/dir.), An Historian's Conscience: The Correspondence of Arnold J. Toynbee and Columba Cary-Elwes, Monk of Ampleforth, préface de Lawrence L. Toynbee, Oxford University Press/Beacon Press, Boston, 1987

Contributions
- [collectif] art. "Greece", in The Balkans: A History of Bulgaria, Serbia, Greece, Rumania, Turkey, Oxford, Clarendon Press, 1915
- (s/dir.) The Treatment of Armenians in the Ottoman Empire, 1915-1916: Documents Presented to Viscount Grey of Fallodon by Viscount Bryce, Hodder & Stoughton and His Majesty's Stationery Office, 1916
- "The Non-Arab Territories of the Ottoman Empire since the Armistice of the 30th October, 1918" in H. W. V. Temperley (s/dir.), A History of the Peace Conference of Paris, vol. VI, Oxford University Press/British Institute of International Affairs, 1924)

Préface, traduction, édition
- Greek Civilization and Character: The Self-Revelation of Ancient Greek Society, Dent, 1924
- Greek Historical Thought from Homer to the Age of Heraclius, with two pieces newly translated by Gilbert Murray, Dent, 1924
- Albert Vann Fowler (s/dir.), War and Civilization, Selections from A Study of History, New York, Oxford University Press, 1950
- Twelve Men of Action in Greco-Roman History, Boston, Beacon Press 1952 - extraits de Thucydide, Xénophon, Plutarque et Polybe
- Cities of Destiny, Thames & Hudson, 1967
- Man's Concern with Death, Hodder & Stoughton, 1968
- The Crucible of Christianity: Judaism, Hellenism and the Historical Background to the Christian Faith, Thames & Hudson 1969
- Half the World: The History and Culture of China and Japan, Thames & Hudson, 1973